# Liste des édifices labellisés « Patrimoine du XXe siècle » du Tarn
Cet article recense les monuments historiques protégés au titre du label « Patrimoine du XXe siècle » du département du Tarn, en France.

## Liste
| Monument                                                                          | Commune                 | Adresse              | Coordonnées                      | Notice         | Protection | Date | Illustration                  |
| --------------------------------------------------------------------------------- | ----------------------- | -------------------- | -------------------------------- | -------------- | ---------- | ---- | ----------------------------- |
| Temple réformé                                                                    | Albi                    | 20 rue Fontvieille   | 43° 55′ 38″ nord, 2° 09′ 09″ est | « PA81000046 » | Inscrit    | 2015 | Temple réformé                |
| Monument commémoratif d'un massacre de protestants, dénommé « la Pierre Plantée » | Castelnau-de-Brassac    | Peyre Plantade       | 43° 41′ 07″ nord, 2° 28′ 54″ est | « PA81000047 » | Inscrit    | 2015 | Image manquante Téléverser    |
| Groupe scolaire de Fontgrande                                                     | Saint-Benoît-de-Carmaux | Esplanade des Écoles | 44° 02′ 58″ nord, 2° 08′ 04″ est | « PA81000055 » | Inscrit    | 2016 | Groupe scolaire de Fontgrande |